# Iufaa
Iufaa war ein altägyptischer Priester und Palastverwalter, der in der späten 26. Dynastie lebte (vor 525 v. Chr.). Im Februar 1998 entdeckten tschechische Archäologen in Abusir ein noch intaktes Grab, das seine Mumie enthielt. Die Mumie zeigte einige Auflösungserscheinungen, da das Grab auf Höhe des Grundwasserspiegels lag. Viele der Grabbeigaben befanden sich jedoch in einem relativ guten Zustand.

## Das Grab
Bereits in den späten 1970er Jahren entdeckte ein tschechisches Archäologenteam der Prager Karlsuniversität unter der Leitung von Miroslav Verner südwestlich des Pyramidenfeldes von Abusir das Schachtgrab des Udjahorresnet, das jedoch schon geplündert war. 1994 begann man mit der Untersuchung eines zweiten großen Schachtgrabes einige Meter weiter südöstlich. Auf dem Boden des Schachtes, etwa 20 m unter dem Wüstenboden, konnte zwei Jahre später eine fünf mal drei Meter große Begräbniskammer lokalisiert werden. Ein paar Meter oberhalb der Grabkammer fand das Team mehrere Tunnel, die anscheinend erfolglos von Grabräubern angelegt wurden. Weil der Schacht nur durch trockene, bröckelige Lehmwände gestützt wurde und dadurch einsturzgefährdet war, verstärkte das Team die Grabkammer mit einer Betonhülle.
Die Grabkammer hatte ursprünglich eine gewölbte Kuppel, die aus weißen Kalksteinblöcken zusammengesetzt war. Auch der 55 Tonnen schwere Außensarkophag, der beinahe die gesamte Kammer ausfüllte, besteht aus diesem Material. Das Grab war noch intakt, womit es sich um das erste ungeplünderte Schachtgrab handelt, das seit 1941 in Ägypten entdeckt wurde. Es wird in die späte 26. Dynastie (vor 525 v. Chr.) datiert.
Um den Sarkophag herum lagen 408 Uschebtis, die die Diener des Verstorbenen symbolisieren, daneben enthielt das Grab Steingefäße, Holzmöbel, Keramikgefäße und Papyrusrollen. Einige der Keramikgefäße sind ägäischer Herkunft. Die Grabwände waren mit verschiedenen Jenseitstexten (Pyramidentexte, Ägyptisches Totenbuch, Unterweltsbücher) dekoriert, weitere Inschriften identifizierten den Grabinhaber als einen hochrangigen Priester und Palastbeamten.
Der Sarkophag wurde von den Archäologen im Februar 1998 geöffnet. Er enthielt einen weiteren, dunkelgrauen Sarkophag aus Basalt, der die Form einer Mumie aufwies und mit feinen Gravuren sowie Hieroglyphen überzogen war. In dem zweiten Sarkophag befand sich ein verrotteter Holzsarg, der die sterblichen Überreste von Iufaa enthielt. Die Mumie war mit einem Netz aus blauen, glasierten Keramikperlen bedeckt. Da sich die Kammer auf Höhe des Grundwasserspiegels befand, führte die daraus resultierende Feuchtigkeit zur Auflösung des Leichentuchs und der Mumienbinden, so dass nur noch ein „mehr oder weniger vollständiges“ Skelett erhalten blieb. Auch die Schriftrollen überdauerten nur in einem relativ schlechten Zustand.

## Familie
Im Jahr 2001 untersuchten die Archäologen die Ostseite des Grabes und entdeckten zwei kleinere Schächte, zwischen denen sich ein Sanktuar befand. In den Schächten waren drei Leichen bestattet. Laut den Inschriften waren die Namen dieser Mumien Imachetcherresnet, Nekawar und Padihor. Durch paläopathologische Untersuchungen konnte nachgewiesen werden, dass Imachetcherresnet (weiblich, Todesalter zwischen 35 und 45) sowie Nekawar (Todesalter 55 bis 65) mit Iufaa blutsverwandt waren. Imachetcherresnet war möglicherweise Iufaas Schwester, da beide laut den Grabesinschriften eine Mutter namens Anchtisi hatten. Nekawer war wahrscheinlich Iufaas Vater oder Bruder. Padihor, der mit geschätzt 28 bis 32 Jahren verstarb, wies keine Merkmale auf, die auf eine Verwandtschaft mit den anderen Mumien hindeuten.

## Mumie
Den Merkmalen des Skelettes zufolge war Iufaa zum Zeitpunkt seines Todes zwischen 25 und 35 Jahre alt. Das Skelett zeigte Anzeichen ernsthaften Zahnverfalls sowie einer „fortgeschrittenen Verknöcherung der Schädelnähte“ (Synostose). Es wies eine ausgeprägte biparietale Ausdünnung auf, eine seltene Erkrankung, die in Europa heute nur bei 0,4 bis 1,3 % der Bevölkerung auftritt. Iufaa litt weiterhin unter leichter Arthritis und auffälligem Knochenschwund, der vermutlich auch zu seinem Tod führte.